# Bitstream Inc.
Bitstream Inc. ist ein amerikanisches Softwareunternehmen, dessen Haupttätigkeitsfelder in der Entwicklung von Schriftarten, der Schrifttechnologie und damit verwandten Themengebieten liegt. Das Unternehmen ist eine der wichtigsten Schriftgießereien.
Bitstream wurde 1981 von Matthew Carter, Mike Parker und anderen gegründet und hat seinen Sitz in Cambridge, Massachusetts. Das Unternehmen ist unter dem Kürzel BITS an der NASDAQ gelistet.
Das erfolgreiche Reverse Engineering der Spezifikationen von Typ 1 des PostScript-Schriftartenformates durch das Unternehmen trug zur Veröffentlichung der offiziellen Spezifikationen des Formates durch dessen Hersteller Adobe Inc. bei.
Bitstream bietet über 1.000 Schriften an, manche davon finden sich auch in den Fontsammlungen von Produkten etwa von Corel.
Bekannte Schriften von Bitstream sind u. a. Zapf Humanist 601 (Bitstreams Version der Optima) sowie die freie Bitstream Vera. Die Helvetica wird bei Bitstream unter dem Namen Swiss721BT angeboten. Der Online-Vertrieb der Bitstream-Schriften erfolgt unter anderem über das Tochterunternehmen MyFonts.
Seit 2012 gehört Bitstream zu Monotype Imaging.